# A choral flourish
A choral flourish (Latijn: Exultate justi) is een compositie van Ralph Vaughan Williams. Het is geschreven voor een concert met koormuziek in de Royal Albert Hall, gehouden in 1956 ter gelegenheid van de 21ste verjaardag van de National Federation of Music Societies. De teksten uit Psalm 32 worden a capella gezongen. Om het werk te oefenen heeft de componist er een begeleiding bij geschreven voor orgel of trompeten. Het stuk wordt in het redelijk vlotte tempo allegro maestoso gezongen.  A choral flourish kan zowel in het Latijn (Exultate justi) als in het Engels (O be joyfull) uitgevoerd worden.
Alan Kirby was de stichter van het Croydon Philharmonic Choir en dirigent van de kooravond.
Het gemengde koor bestaat uit sopranen, alten, tenoren, met baritons en bassen.

## Discografie
- Uitgave Naxos: The Choir of Calre College, Cambridge o.l.v. Timothy Brown.